# Ляхово (Одинцовский район)
Ляхово — деревня в Одинцовском районе Московской области, входит в городское поселение Кубинка. Население 41 человек на 2006 год, при деревне числится 2 садовых товарищества. До 2006 года Ляхово входило в состав Наро-Осановского сельского округа.
Деревня расположена на западе района, у истоков речки Польги, на автодороге М1 "Беларусь", высота центра над уровнем моря 196 м. Ближайший населённый пункт — село Крымское в 2 км на северо-восток.
Впервые в исторических документах деревня встречается в писцовой книге 1558 года, как сельцо в вотчине боярина Данилы Ивановича Засекина. После Смутного времени Ляхово опустело и лишь в 1678 году в деревне зафиксировано население: 4 крестьянских и 2 бобыльских двора, всего 26 человек. На 1852 год в Ляхово числилось 57 дворов, 164 души мужского пола и 158 — женского, в 1890 году — 147 человек и усадьба Тучкова. По Всесоюзной переписи 17 декабря 1926 года числилось 63 хозяйства и 305 жителей, на 1989 год — 29 хозяйств и 40 жителей.

## Известные уроженцы
- Шорников, Александр Сергеевич (1912—1983) — участник Великой Отечественной войны, Герой Советского Союза.
- Фокин, Василий Васильевич (1907—1981) — советский военачальник, генерал-полковник авиации.